# سيمون شو (لاعب اتحاد الرغبي)
سيمون شو (بالإنجليزية: Simon Shaw)‏ هو لاعب اتحاد الرغبي بريطاني وكيني، ولد في 1 سبتمبر 1973 في نيروبي في كينيا.

## وصلات خارجية
- سيمون شو على موقع دوري الرغبي الممتاز (الإنجليزية)
- سيمون شو عل موقع إسبنسكروم (الإنجليزية)
- سيمون شو على موقع ItsRugby.co.uk (الإنجليزية)